# Ekebyborna
Ekebyborna är kyrkbyn i Ekebyborna socken i Motala kommun, Östergötland. 
I kyrkan, som är från medeltiden, ligger det svenska riksrådet och friherren Hogenskild Bielke (1538–1605) begraven i en ståtlig sarkofag. Bredvid Ekebyborna kyrka ligger Birgittagården, som fått namn från heliga Birgitta, med samlingslokal och sommarcafé. Den gamla prästgården ligger vid sjön Borens strand och ägs av Ask-Ekebyborna hembygdsförening. 